# John Treadwell

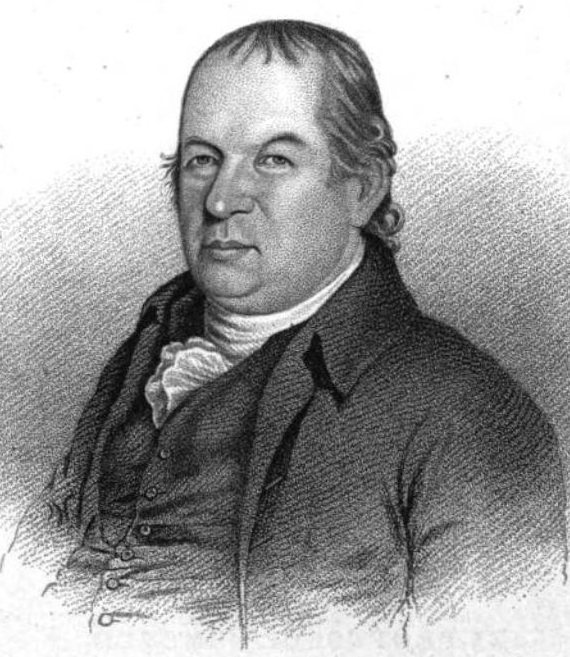
John Treadwell

John Treadwell (* 23. November 1745 in Farmington, Colony of Connecticut; † 19. August 1823 ebenda) war ein US-amerikanischer Politiker und der vierte Gouverneur des US-Bundesstaates Connecticut. Er war Mitglied der Föderalistischen Partei.

## Frühe Jahre und politischer Aufstieg
John Treadwell graduierte 1767 an der Yale University, studierte Jura und eröffnete dann eine eigene Anwaltspraxis in Farmington. Einige Zeit später entschloss er sich eine politische Karriere einzuschlagen und zog als Abgeordneter ins Repräsentantenhaus von Connecticut ein, dem er zwischen 1776 und 1783 angehörte. Anschließend wurde er in den Regierungsrat gewählt, in dem er bis 1798 verblieb. Ferner wurde er zwischen 1784 und 1787 mehrfach als Delegierter in den Kontinentalkongress gewählt, nahm aber nicht an dessen Sitzungen teil. 1788 war er Delegierter des staatlichen Konvents, das die Verfassung der Vereinigten Staaten ratifizierte. Treadwell hatte auch das Richteramt am Nachlassgericht (Probate Court) von Farmington sowie am Supreme Court of Errors zwischen 1789 und 1809 inne. Er wurde 1798 zum Vizegouverneur von Connecticut gewählt. 1805 wurde er in die American Academy of Arts and Sciences gewählt.

## Gouverneur von Connecticut
Am 7. August 1809 verstarb der amtierende Gouverneur Jonathan Trumbull. Nach dessen Tod übernahm Treadwell die Amtsgeschäfte. Am 9. April 1810 wurde Treadwell mittels einer Volksabstimmung in das Amt des Gouverneurs offiziell gewählt. Während seiner Amtszeit wurden die Planungen für die Hartford Fire Insurance Company vorgenommen und im Februar 1811 der Non-Intercourse Act durch Connecticuts Opposition wieder eingesetzt. Dieser war die Folge einer Kriegsandrohung seitens der Vereinigten Staaten gegenüber Großbritannien. Treadwell scheiterte bei seinem Wiederwahlversuch, so dass er das Amt am 9. Mai 1811 verließ.

## Spätere Jahre
Er war später im American Board of Commissioners for Foreign Missions tätig sowie als Mitglied des Verfassungskonvents von 1818. Gouverneur John Treadwell starb am 19. August 1823 und wurde auf dem Farmington Old Cemetery beigesetzt. Treadwell war verheiratet und Vater eines Kindes.